# Perote

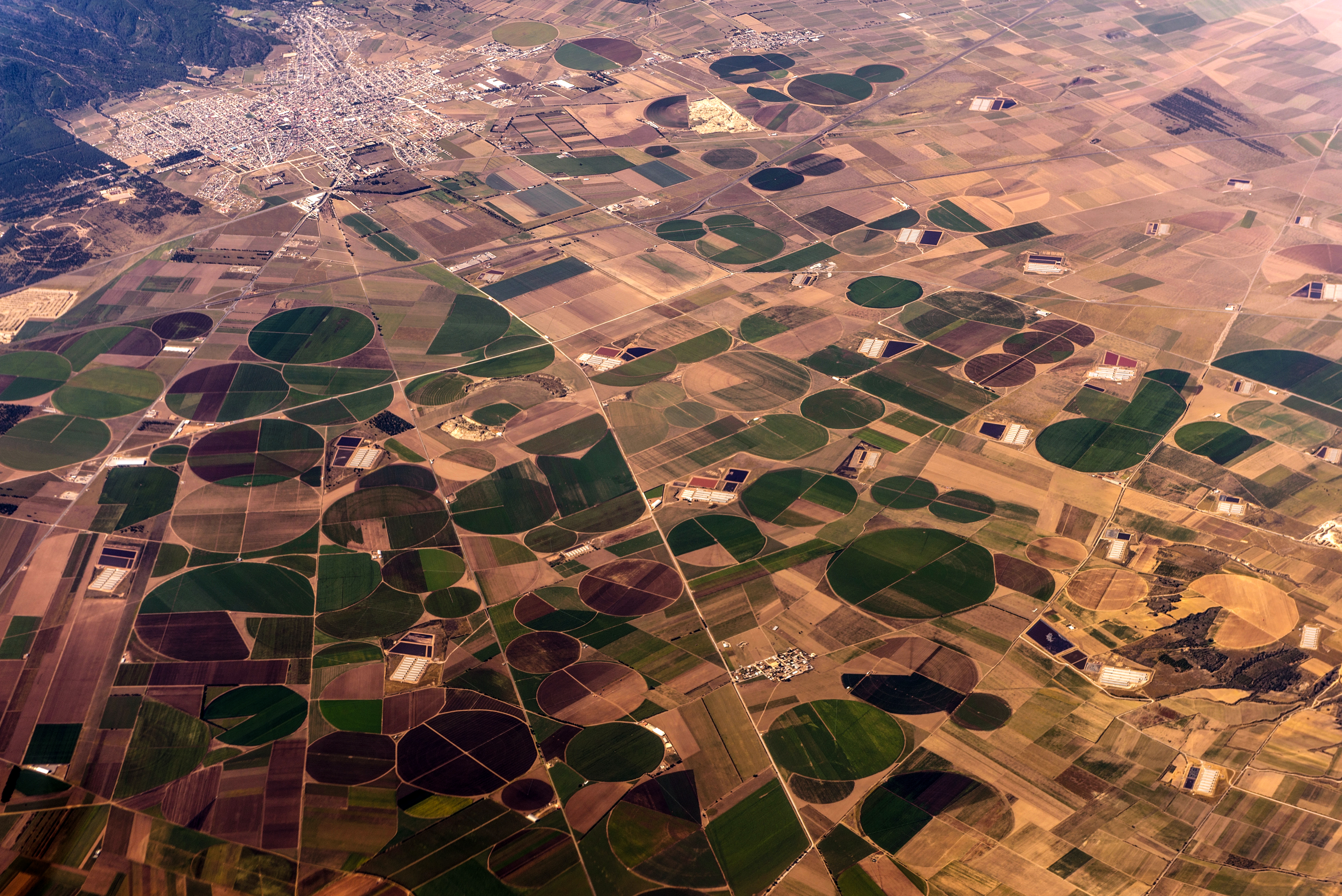
Perote

Perote is een stadje in de Mexicaanse deelstaat Veracruz. Perote heeft 34.658 inwoners (census 2005) en is de hoofdplaats van de gemeente Perote.
Perote ligt aan de rand van de Centraal-Mexicaanse hoogvlakte, op een hoogte van 2400 meter. De plaats is een van de koudste van Mexico, met een gemiddelde jaartemperatuur van 12 graden Celsius. Perote is gelegen aan de voet van de Cofre de Perote, een 4200 meter hoge vulkaan.
In Perote overleed Guadalupe Victoria, de eerste president van Mexico. Tijdens de Tweede Wereldoorlog was in Perote een kamp gevestigd waarin alle in Mexico woonachtige Duitsers werden geïnterneerd.
Het tot de gemeente Perote behorende dorp La Gloria wordt wel aangewezen als de plaats waar in februari 2009 de Mexicaanse griep voor het eerst de kop opdook.